# Djurgården (TV-serie)
Djurgården är en animerad TV-serie producerad i Nederländerna av Telecable Benelux B.V. och i Japan, baserad på den tecknade serien med samma namn av Wil Raymakers och Thijs Wilms. Serien hade premiär 1988. Regissör är Hiroshi Sasagawa och Manus är skrivet av Tony Dirne och Nao Furukawa.
Handlingen kretsar kring den jordbrukande oxen Bo Ko och hans bästa vän Tage Sköldpadda (Bo är visserligen en tjur, men han heter Ko i efternamn enligt den svenska titeln Djurgården och Bo-ko.) Serien sändes under tidigt 1990-tal på SVT och det gavs ut ett flertal avsnitt på VHS av Wendros.

## Rollista
- Akira Kamiya – Bo Ko/Boes
- Hirotaka Suzuoki – Tage/Tad
- Kazue Ikura – Mogla
- Chika Sakamoto – Molly
- Ichiro Nagai – Nick

### Svenska röster
- Steve Kratz – Bo Ko
- Olav F. Andersen – Tage Sköldpadda
- Louise Raeder – blandade röster